# (10617) Takumi
(10617) Takumi est un astéroïde de la ceinture principale.

## Description
(10617) Takumi est un astéroïde de la ceinture principale. Il fut découvert le 25 octobre 1997 à Nyukasa par Masanori Hirasawa et Shohei Suzuki. Il présente une orbite caractérisée par un demi-grand axe de 2,20 UA, une excentricité de 0,09 et une inclinaison de 4,5° par rapport à l'écliptique.

## Compléments